# Starosel
Starosel (bulgariska: Старосел) är ett distrikt i Bulgarien.   Det ligger i kommunen Obsjtina Chisarja och regionen Plovdiv, i den centrala delen av landet, 100 km öster om huvudstaden Sofia.
Trakten runt Starosel består till största delen av jordbruksmark. Runt Starosel är det ganska glesbefolkat, med 27 invånare per kvadratkilometer.